# 都電品川線
品川線（しながわせん）は、かつて東京都港区の品川駅前停留場と同区の三田停留場を結んでいた、東京都電車（都電）の路線の一つである。全区間が旧東海道にあたる国道15号（第一京浜）上に敷設されていた。1903年（明治36年）に都電の前身の一つである東京電車鉄道が東京で最初の路面電車として開業させた歴史ある路線だったが、1967年（昭和42年）に全線が廃止された。

## 路線概要
全長2.6km（1951年3月末時点）、全線複線かつ併用軌道で、品川駅前停留場 - 三田停留場間の全区間が国道15号（第一京浜）上に敷設されていた。都電の前身の一つである東京馬車鉄道が1903年（明治36年）8月22日に東京電車鉄道となった際に電化され、そのルーツは1897年（明治30年）に開業した品川馬車鉄道にまで遡る。
起点は国鉄（現・JR東日本）品川駅高輪口前に位置していた品川駅前停留場で、かつての京品ホテルの正面に乗り場が存在していた。同停留場が品川線の南端となったのは1933年（昭和8年）のことで、品川馬車鉄道として開業した当初の終端は八ツ山橋北詰（現在の八ツ山橋交差点付近）の八ツ山停留場であり、品川駅前は途中停留場の一つであった。
その後八ツ山停留場は品川停留場と改称して1922年（大正11年）に八ツ山橋南詰の京浜電気鉄道（現・京浜急行電鉄）初代品川駅前に移転。次いで1924年（大正13年）には京浜電鉄品川駅（2代目）開業に伴い、同駅構内に3代目となる品川停留場が開設された。さらに翌1925年（大正14年）からは京浜電鉄高輪駅開業に伴いそれぞれ北品川駅・北品川停留場と改称するとともに、北品川 - 高輪間で京浜電鉄の品川線乗り入れが開始された。京浜電鉄の乗り入れは1933年（昭和8年）4月1日の高輪駅廃止で終了し、同時に品川線品川駅前 - 北品川間も廃止され品川駅前が終端となった。
品川駅前から国道15号を北上していくと、途中の泉岳寺停留場では都道415号を通り古川橋へ至る伊皿子線が、札ノ辻停留場では都道301号を北上し飯倉一丁目に至る札ノ辻線が分岐していた。
終点は国道15号と都道409号（日比谷通り）の交差点にあった三田停留場で、国道15号を引き続き北上して新橋に至る金杉線と、日比谷通りを北上し日比谷公園に至る三田線との接続地点となっていた。交差点の西角地には三田電車営業所および三田電車車庫が立地しており、三田停留場は都電運行上の拠点の一つでもあった。三田停留場のほぼ直下には現在でも都営地下鉄三田線の三田駅が所在しており、同駅が開業したのは1973年（昭和48年）で1967年（昭和42年）の品川線廃止の6年後のことである。
品川線を通る各系統のうち品川駅前 - 飯田橋間の3系統は札ノ辻線、品川駅前 - 四谷三丁目間の7系統は伊皿子線へと乗り入れていき、全線を走破するのは品川駅前 - 上野駅前間の1系統のみであった。

## 年表
- 1897年（明治30年）12月頃：品川馬車鉄道の馬車鉄道路線として新橋 - 品川八ツ山間開業。
- 1899年（明治32年）6月19日：品川馬車鉄道が東京馬車鉄道に買収され同社の路線となる。
- 1903年（明治36年）8月22日：東京馬車鉄道から改称した東京電車鉄道の路面電車路線として、八ツ山停留場 - 薩摩原停留場間が電化開業。品川ステーション前、東禅寺横町、庚申堂前、泉岳寺前、伊皿子（初代）、札ノ辻、田町二丁目の各停留場開設。
- 1906年（明治39年）9月11日：東京市街鉄道、東京電気鉄道との合併により誕生した東京鉄道の路線となる。
- 1907年（明治40年）：八ツ山交番前停留場開設。同年中に廃止。
- 1908年（明治41年）頃：東禅寺横町停留場を東禅寺前停留場に改称。田町二丁目停留場廃止。
- 1911年（明治44年）8月1日：東京市による東京鉄道買収により東京市電の路線となる。
- 1916年（大正5年）頃：八ツ山停留場を品川停留場（初代）に改称。
- 1918年（大正7年）頃：品川ステーション前停留場を品川駅前停留場に改称。
- 1919年（大正8年）頃：伊皿子停留場（初代）を田町九丁目停留場に改称。
- 1922年（大正11年）1月21日：品川停留場（初代）を廃止し品川停留場（2代目）開設。
- 1924年（大正13年）3月29日：品川停留場（2代目）を廃止し京浜電気鉄道品川駅（2代目）構内に品川停留場（3代目）開設。
- 1925年（大正14年）
  - 3月11日:品川停留場（3代目）を100メートル程南側に移設。
  - 同日:京浜電鉄高輪駅開業に伴い、高輪南町停留場 - 品川停留場（3代目）間で京浜電鉄の乗り入れ開始。
  - 12月1日:品川停留場（3代目）を北品川停留場に改称。同日京浜電鉄品川駅（2代目）も北品川駅に改称。

- 1930年（昭和5年）頃：薩摩原停留場を三田停留場に改称。
- 1933年（昭和8年）4月1日：高輪駅廃止と品川駅（3代目）開業に伴い、京浜電鉄の乗り入れ終了。同時に品川駅前停留場 - 北品川停留場間を廃止。
- 1943年（昭和18年）7月1日：都制施行に伴う組織改編により東京都電の路線となる。
- 1944年（昭和19年）10月5日：東禅寺前、庚申堂前、田町九丁目の各停留場を廃止し、高輪北町停留場開設。
- 1949年（昭和24年）3月15日：旧田町九丁目停留場を再設置。
- 1967年（昭和42年）12月10日：第一次撤去により全線廃止。

## 停留場一覧
- 停留場名、キロ程、改廃日などは特記ない場合『日本鉄道旅行地図帳5号』34頁を出典とする。
- 停留場名、接続路線、運転系統は1962年（昭和37年）10月時点のもの。停留場名が灰色網掛けのものは1962年時点での廃止停留場である。
- ●：停車、｜：通過

| 停留場名                             | 品川駅前からのキロ程 | 運転系統 | 運転系統 | 運転系統 | 接続路線                                         | 備考                                                         |
| 停留場名                             | 品川駅前からのキロ程 | 1        | 3        | 7        | 接続路線                                         | 備考                                                         |
| ------------------------------------ | -------------------- | -------- | -------- | -------- | ------------------------------------------------ | ------------------------------------------------------------ |
| 北品川（きたしながわ）               | 0.7                  |          |          |          | 京急北品川駅                                     | 1924年（大正13年）3月29日廃止                                |
| 品川（2代目）（しながわ）            | 0.5                  |          |          |          |                                                  | 1922年（大正11年）1月21日開設、1924年（大正13年）3月29日廃止 |
| 品川（初代）（〃）                   | 0.3                  |          |          |          |                                                  | 1922年（大正11年）1月21日廃止                                |
| 高輪南町（たかなわみなみちょう）     | 0.3                  |          |          |          |                                                  | 1933年（昭和8年）4月1日廃止                                  |
| 八ツ山交番前（やつやまこうばんまえ） | 0.1                  |          |          |          |                                                  | 1907年（明治40年）頃廃止                                     |
| 品川駅前（しながわえきまえ）         | 0.0                  | ●        | ●        | ●        | 国鉄・京急品川駅                                 |                                                              |
| 東禅寺前（とうぜんじまえ）           | 0.5                  | ｜       | ｜       | ｜       |                                                  | 1944年（昭和19年）10月5日廃止                                |
| 高輪北町（たかなわきたまち）         | 0.7                  | ●        | ●        | ●        |                                                  | 1944年（昭和19年）10月5日東禅寺前と庚申堂前を統合して設置    |
| 庚申堂前（こうしんどうまえ）         | 0.8                  | ｜       | ｜       | ｜       |                                                  | 1944年（昭和19年）10月5日廃止                                |
| 泉岳寺前（せんがくじまえ）           | 1.1                  | ●        | ●        | ●        | 伊皿子線（7系統）                                |                                                              |
| 田町九丁目（たまちきゅうちょうめ）   | 1.5                  | ●        | ●        |          |                                                  |                                                              |
| 札ノ辻（ふだのつじ）                 | 2.1                  | ●        | ●        |          | 札ノ辻線（3系統）                                |                                                              |
| 田町二丁目（たまちにちょうめ）       | 2.3                  | ｜       |          |          |                                                  | 1908年（明治41年）頃廃止                                     |
| 三田（みた）                         | 2.6                  | ●        |          |          | 金杉線（1系統）、三田線（2、37系統）、国鉄田町駅 |                                                              |